# منتخب الأردن لكأس ديفيز
منتخب الأردن لكأس ديفيز هو ممثل الأردن الرسمي في كرة المضرب في كأس ديفيز.

## تشكيلة المنتخب

### قائمة اللاعبين
2023
```
موسى القطب، زيد المشني، حمزة الأسود، كرم حتاملة، محمد القطب.
[
1
]
```

2022
عبد الله شلباية، حمزة الأسود، موسى القطب، محمد القطب، سيف عدس.
2021
سيف عدس، موسى القطب، حمزة الأسود، كرم حتاملة، أحمد الحديد.